# Sepiella
Sepiella es un género de cefalópodos marinos de la familia Sepiidae que agrupa siete especies distribuidas por el océano Índico y el océano Pacífico.

## Especies
Se reconocen las siguientes:
- Sepiella cyanea Robson, 1924
- Sepiella inermis (Van Hasselt, 1835)
- Sepiella japonica Sasaki, 1929
- Sepiella mangkangunga Reid & Lu, 1998
- Sepiella ocellata Pfeffer, 1884
- Sepiella ornata (Rang, 1837)
- Sepiella weberi Adam, 1939